# جوش سنايدر
جوش سنايدر (بالإنجليزية: Josh Snyder)‏ هو لاعب كرة قاعدة أمريكي، ولد في مارس 1844 في بروكلين في الولايات المتحدة، وتوفي بنفس المكان في 21 أبريل 1881.

## وصلات خارجية
- جوش سنايدر على موقعبيزبول رفرنس.كوم (الدوري الرئيسي) (الإنجليزية)